# Копань (Гірськомарійський район)
Копа́нь (рос. Копань, марій. Копон) — присілок у складі Гірськомарійського району Марій Ел, Росія. Входить до складу Ємешевського сільського поселення.

## Населення
Населення — 79 осіб (2010; 119 у 2002).
Національний склад (станом на 2002 рік):
- росіяни — 60 %
- марі — 37 %